# 寶利亞郡政府
寶利亞郡政府（英語：Shire of Boulia）是位于澳大利亞昆士蘭州中西部的地方政府，轄境有61102.0平方公里，地方主要名產為牛肉。